# Brahim Taleb
Brahim Taleb  (né le 16 février 1985) est un athlète marocain, spécialiste du 3 000 m steeple. 

## Biographie
Auteur d'un record personnel en 8 min 7 s 02 en 2011 à Heusden-Zolder , il atteint la finale des championnats du monde 2015 à Pékin. 

### Palmarès
| Date | Compétition            | Lieu             | Résultat | Temps         |
| ---- | ---------------------- | ---------------- | -------- | ------------- |
| 2012 | Jeux olympiques d'été  | Londres          | 11e      | 8 min 32 s 40 |
| 2015 | Championnats panarabes | Madinat 'Isa     | 2e       | 8 min 31 s 15 |
| 2015 | Championnats du monde  | Pékin            | 7e       | 8 min 17 s 73 |
| 2015 | Ligue de diamant       | Ligue de diamant | 6e       | détails       |

### Records
| Épreuve         | Performance  | Lieu           | Date            |
| --------------- | ------------ | -------------- | --------------- |
| 3 000 m steeple | 8 min 7 s 02 | Heusden-Zolder | 28 juillet 2007 |